# پنی تولر
پنی تولر (انگلیسی: Penny Toler؛ زادهٔ ۲۴ مارس ۱۹۶۶) بازیکن بسکتبال اهل ایالات متحده آمریکا است.